# Boarmia minuta
Boarmia minuta là một loài bướm đêm trong họ Geometridae.